# Ancient Evil: Scream of the Mummy
Ancient Evil: Scream of the Mummy é um filme de Horror  lançado em 2000, dirigido por David Decoteau. O filme também é conhecido como Bram Stoker's Legend of the Mummy 2.. 
Ele foi seguido pela sequência Ancient Evil 2: Guardian of the Underworld, lançado em 2005. Na Inglaterra, o filme foi alvo de polemicas devido à sua classificação etária. O filme foi filmado no México em quatro dias.

## Sinopse
Em algum lugar do México, uma antiga pirâmide asteca dedicada ao deus da chuva Tlaloc, é descoberta. O local possui muitos itens funerários, além de diversas múmias preservadas. Todos estes artefatos são levados para uma universidade nos Estados Unidos, para serem avaliados por um professor e um grupo de alunos. Enquanto os objetos são analisados, um dos alunos rouba um amuleto do pescoço de uma das múmias, dando de presente a outro aluno, que usa o amuleto para trazer as múmias de volta à vida.